# 신일고등학교
신일고등학교(信一高等學校)는 대한민국 서울특별시 강북구 미아동에 있는 자율형 사립 고등학교이다.

## 학교 연혁
- 1966년 3월 10일 : 학교법인 신일학원 설립인가
- 1966년 3월 18일 : 본관 건축에 착수, 동년 11월말 준공(연건평 2,484평)
- 1966년 10월 13일 : 신일중고등학교 각 6학급 설립인가
- 1966년 10월 21일 : 초대 장윤철 교장 취임
- 1967년 3월 5일 : 과학관 건축에 착수, 1968년 6월말에 준공(연건평 1,501평)
- 1967년 3월 7일 : 첫 입학식 거행
- 1968년 3월 20일 : 체육관 건축에 착수, 1969년 10월 13일 준공(연건평 1,373평)
- 1970년 1월 17일 : 고등학교 제1회 331명 졸업
- 1977년 12월 25일 : 제3운동장(야구장) 준공(약 8,000평)
- 2000년 3월 27일 : 신관 건축에 착수, 동년 11월 25일 준공(연건평 1,000평)
- 2000년 5월 14일 : 설립자 구리 이봉수 초대 이사장 소천, 신일학원장 엄수
- 2001년 5월 13일 : 설립자 이봉수 초대 이사장 동상 건립
- 2001년 11월 29일 : 학생생활관 기공, 2004년 6월 22일 준공(연건평 329평)
- 2003년 3월 10일 : 설립자 이봉수 초대 이사장 기념관 착공, 2004년 5월 14일 준공(6,270m2)
- 2003년 5월 14일 : 피아노교실 개관(피아노 25대 설치)
- 2008년 12월 3일 : 종합스타디움 및 체육동(470평) 준공
- 2009년 7월 : 자율형사립고 지정
- 2021년 3월 1일 : 제11대 문병직 교장 취임
- 2023년 2월 10일 : 제54회 졸업생 324명 졸업
- 2023년 3월 2일 : 2023학년도 신입생 315명 입학

## 참고 자료
- 신일고등학교 - 한국교육학술정보원 학교알리미